# Ravenswood (Fernsehserie)
Ravenswood ist eine US-amerikanische Mysteryserie und ein Ableger der Serie Pretty Little Liars. Die Serie wurde zwischen dem 22. Oktober 2013 und dem 4. Februar 2014 erstmals auf ABC Family ausgestrahlt. Kurz nach dem Ende der Ausstrahlung wurde die Serie nach einer Staffel und zehn Episoden eingestellt.

## Handlung
Die Serie handelt von fünf Jugendlichen in der fiktiven Stadt Ravenswood, Pennsylvania. Durch einen tödlichen Fluch, der ihre Stadt für Generationen geplagt hat, verflechten sich ihre Leben. Sie müssen in der dunklen Vergangenheit der Stadt graben, um den geheimnisvollen Fluch zu lösen.
Caleb Rivers, der eigentlich in Rosewood, Pennsylvania lebt, bleibt auf den Wunsch seiner Freundin Hanna Marin (Ashley Benson, Pretty Little Liars) in der angeblich verfluchten Nachbarstadt Ravenswood, um einem Mädchen, das er in einer Nacht in einem Bus auf dem Weg nach Ravenswood traf, bei ihrer Suche nach ihrem einzigen Onkel zu helfen. Ihr Name ist Miranda Collins. Caleb und sie haben ein paar Gemeinsamkeiten: Beide lebten in Pflegefamilien, von denen sie gehasst wurden, und niemand kümmerte sich um sie. Im Bus haben sich beide schnell angefreundet. In der gleichen Nacht fanden beide noch zwei Grabsteine, auf denen sie selbst abgebildet sind, zusammen mit ihren Namen und angeblichen Todestagen.
Als sie schließlich Raymond Collins finden, Mirandas Onkel, wirkt er sehr kalt und herzlos. Es interessiert ihn kaum, dass seine Nichte ihn finden wollte. Carla Grunwald, die Assistentin von Mister Collins lässt Miranda und Caleb dennoch ins Haus und sie bietet beiden an, für eine Nacht zu bleiben. Sie überlegen es sich und Caleb willigt ein. Da er die Nacht da bleiben möchte, kann Miranda ihn nicht allein lassen.
Mister Collins ist ein Leichenbeschauer. Während er seine Arbeit unten im Keller ausführt, ist Miranda in dem alten Zimmer ihrer leiblichen Mutter und schaut deren Bücher durch. Dort hört sie einige Geräusche und als sie in den Spiegel gegenüber blickt, sieht sie eine Mädchen-Monstergestalt hinter dem Vorhang hervorschauen. Sie kreischt und Caleb stürmt ins Zimmer. Beide entdecken einen feuchten Fleck an der Stelle, wo das Wesen stand. Caleb meint, es sei bestimmt nur ein Missverständnis und dieser Fleck sei eine undichte Stelle. Als sie aus dem Fenster blicken, sehen sie zwei Jugendliche mit deren Mutter an einem Grabstein. Olivia und Luke Matheson stehen neben ihrer verzweifelten Mutter Rochelle, die mit einem Schwamm versucht, den Grabstein ihres toten Ehemannes zu reinigen, der Bürgermeister von Ravenwood gewesen ist. Die halbe Stadt behauptet, sie habe ihn ermordet, sie selbst meint jedoch, sie habe nichts damit zu tun. Miranda Collins stirbt in der Folge Death and the Maiden.

## Besetzung

### Hauptdarsteller
| Rolle           | Schauspieler      |
| --------------- | ----------------- |
| Caleb Rivers    | Tyler Blackburn   |
| Miranda Collins | Nicole Anderson   |
| Raymond Collins | Steven Cabral     |
| Luke Matheson   | Brett Dier        |
| Olivia Matheson | Merritt Patterson |
| Remy Beaumont   | Britne Oldford    |

### Wiederkehrende
- Meg Foster: Carla Grunwald
- Luke Benward: Dillon
- Henry Simmons: Simon Beaumont
- Sophina Brown: Terry Beaumont
- Haley Lu Richardson: Tess
- Laura Allen: Rochelle Matheson
- Justin Bruening: Benjamin Price
- Jay Huguley: Tom Beddington
- Brock Kelly: Zack Springer
- Corrina Roshea: Edwardian Ghost
- Ashley Benson: Hanna Marin
- Mary Elise Hayden: Beatrice Grunwald

## Episodenliste
| Nr. | Deutscher Titel | Originaltitel                                                | Erstausstrahlung USA | Deutschsprachige Erstausstrahlung (—) |
| --- | --------------- | ------------------------------------------------------------ | -------------------- | ------------------------------------- |
| 1   | —               | Pilot                                                        | 22. Okt. 2013        | —                                     |
| 2   | —               | Death and the Maiden                                         | 29. Okt. 2013        | —                                     |
| 3   | —               | Believe                                                      | 5. Nov. 2013         | —                                     |
| 4   | —               | The Devil Has a Face                                         | 12. Nov. 2013        | —                                     |
| 5   | —               | Scared to Death                                              | 19. Nov. 2013        | —                                     |
| 6   | —               | Revival                                                      | 7. Jan. 2014         | —                                     |
| 7   | —               | Home is Where the Heart Is – Seriously Check the Floorboards | 14. Jan. 2014        | —                                     |
| 8   | —               | I’ll Sleep When I’m Dead                                     | 21. Jan. 2014        | —                                     |
| 9   | —               | Along Came a Spider                                          | 28. Jan. 2014        | —                                     |
| 10  | —               | My Haunted Heart                                             | 4. Feb. 2014         | —                                     |